# Neoregelia bragarum
Neoregelia bragarum är en gräsväxtart som först beskrevs av Edmundo Pereira och Lyman Bradford Smith, och fick sitt nu gällande namn av Elton Martinez Carvalho Leme. Neoregelia bragarum ingår i släktet Neoregelia och familjen Bromeliaceae. Inga underarter finns listade i Catalogue of Life.